# Nisís Apása
Nisís Apása är en ö i Grekland.   Den ligger i regionen Joniska öarna, i den centrala delen av landet, 240 km väster om huvudstaden Aten.